# 韩念龙
韩念龙（1910年—2000年6月2日），原名蔡仁元，曾用名蔡廉，贵州仁怀人。中华人民共和国建立之前，是新四军、中国人民解放军中从事军队政治工作的军官，中华人民共和国建立后，成为职业外交官。

## 生平
1930年，韩念龙进入上海中国公学读书。1931年，九一八事变后，他参加抗日救亡运动。1935年，在上海从事工人运动。1936年3月，加入中国共产党。历任中共江苏省崇明县工委委员兼游击队政治部主任、崇启海常备旅政治部主任、江苏省第四区抗日游击指挥部第三旅政治部主任、新四軍第一師三旅九团政治部主任、南通县军政党委员会委员。1943年冬，任中共南通县委副书记，兼县警卫团副政委、政治处主任。1944年2月，任苏中四分区特务四团政委，新四军苏浙军区第三纵队八支队政委、三纵队政治部主任。
1945年夏起，韩念龙历任华中野战军第八纵队政治部主任、军调部驻淮阴执行小组代表，华东野战军政治部宣传部部长、第四纵队十师政委、四纵队政治部主任，第三野战军三十三军政委，淞沪警备司令部副政委。率部先后参加莱芜、孟良崮、淮海、渡江、上海等战役。
中华人民共和国建立后，韩念龙于1949年12月调入外交部。1950年10月参加抗美援朝，任中国人民志愿军俘管团团长。1951年9月，担任中华人民共和国驻巴基斯坦大使。1956年，担任中华人民共和国驻瑞典大使。1958年，担任中华人民共和国外交部部长助理。后升任副部长、常务副部长、党组副书记、顾问，中国人民外交学会会长、党组书记等职。1982年、1987年，当选中共中央顾问委员会委员。2000年6月2日，韩念龙在北京病逝。